# Lago Martiánez
El Lago Martiánez es un complejo de ocio situado en el Puerto de la Cruz (Tenerife, Canarias, España).
Se trata de un complejo de unos 100 000 metros cuadrados, formado por un lago central artificial con un conjunto de piscinas, jardines, terrazas, restaurantes, etc. con el protagonismo de la piedra volcánica. Fue diseñado por el artista lanzaroteño César Manrique. En su diseño el artista mezcla elementos propios de su particular visión con elementos locales como las garitas, las empalizadas y la mirada al mar. Aparte de la obra arquitectónica, acoge una serie de esculturas del artista lanzaroteño.
El Lago, como es conocido localmente, se asentó sobre una superficie de playa y charcos (como el de La Coronela o el de la Soga) en los llamados Llanos de Martiánez, lugar de baño de los primeros turistas a finales del siglo XIX y principios del siglo XX.
Es Bien de Interés Cultural, con categoría de Jardín Histórico, desde 2005.

## La etapa inicial de Los Alisios

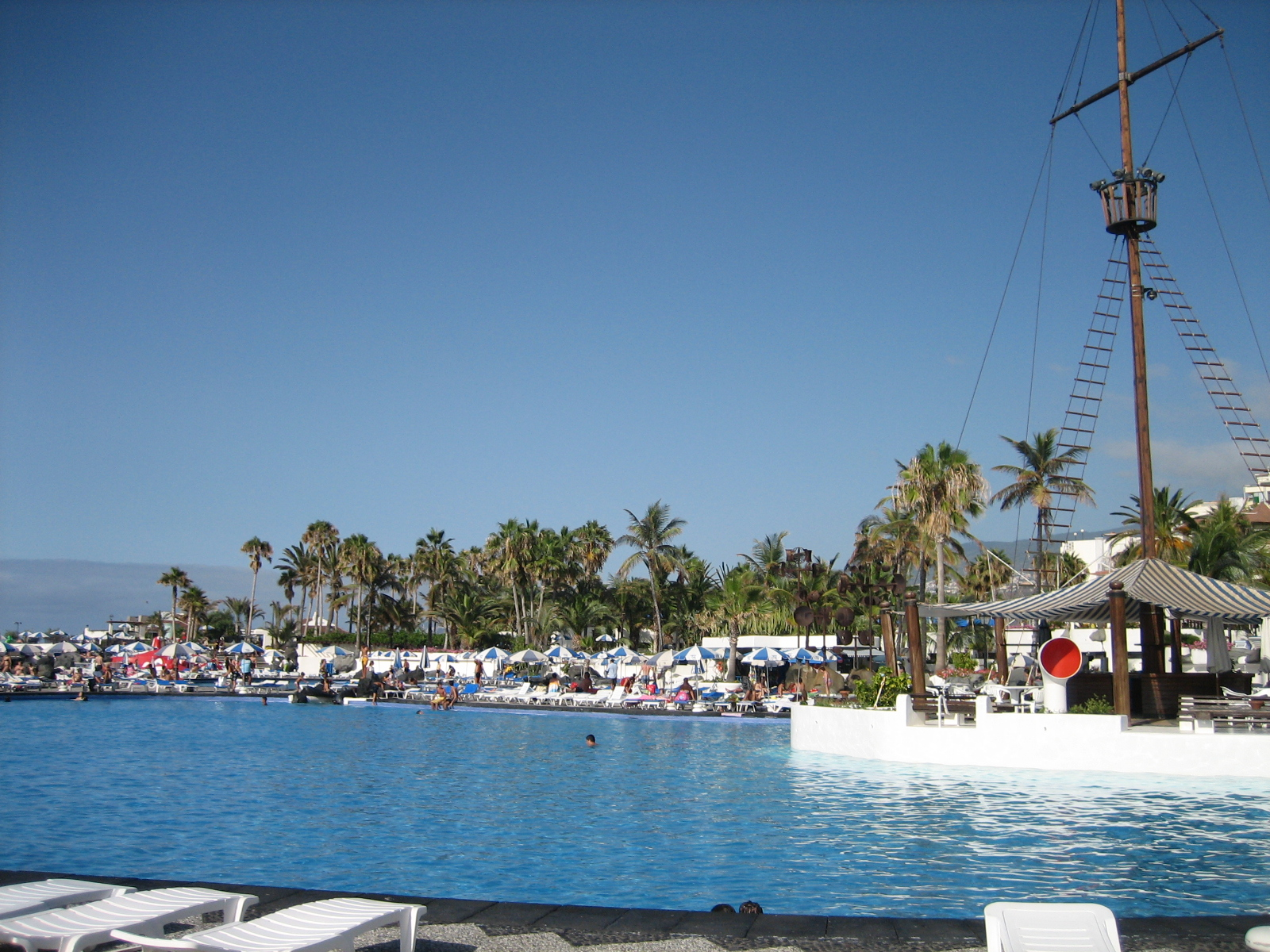
Lago Martiánez.

La primera etapa del proyecto se realiza en la zona de las piscinas municipales posteriormente conocidas como Los Alisios. Los ingenieros Juan Alfredo Amigó y José Luis Olcina serán responsables de la proyección en el apartado técnico, mientras que la proyección creativa y artística la materializa César Manrique quien buscará adaptar la obra al espíritu de la arquitectura tradicional canaria, incorporando elementos vegetales de la flora autóctona junto a originales e innovadoras esculturas. Un ejemplo de esto último es el móvil conocido por “Los Alisios” y “La Jibia” (calamar) que al margen de su valor artístico supone un elemento de especial atractivo en el juego de los niños en la zona de la piscina infantil.
Las piscinas se inauguran en 1971 ocupando 8000 m² e integrando dos piscinas para adultos y una para niños, los bares “Los Alisios” y “La Isla”, junto a otras dependencias e instalaciones técnico-mecánicas para el llenado de las piscinas con agua del mar, que se hallan perfectamente disimuladas con el carácter artístico de la obra.

## El Lago Martiánez
Tras el éxito de la primera fase el Ayuntamiento de Puerto de la Cruz decide abordar otra etapa incluso más ambiciosa manteniendo al mismo equipo técnico y artístico, iniciándose las obras en 1975 e inaugurándose el 30 de abril de 1977.
El proyecto consiste en la creación de un lago artificial de agua de mar a modo de una inmensa esmeralda verde rodeado de solarios, playas y jardines. El lago artificial con sus islas interiores ocupa una superficie de 33 000 m² (íntegramente ganados al mar), de los cuales 15 000 corresponden a la superficie líquida. 
Desde 2004 hasta el 2006 fue sometido a una gran reforma, también dirigida por los ingenieros Amigó y Olcina, incluyendo un cambio en la iluminación de las piscinas y paseos, siendo todo supervisado por la Fundación César Manrique, que preserva los trabajos del artista. En julio de 2006 se reinaugura este complejo en el que se incluye en su interior, en la antigua Sala Andrómeda, el casino de Puerto de la Cruz, que se encontraba hasta ese momento en el Hotel Taoro de esta misma ciudad.